# Річард Пайпс
Річард Едгар Пайпс (англ. Richard Edgar Pipes; *11 липня 1923, Цешин, Польща — 17 травня 2018) — американський історик і політолог, автор декількох праць з історії СРСР та Росії. Під час Холодної війни очолював т. зв. «команду Б» при президенті США — групу експертів, що разом з ЦРУ аналізувала політичні та військові цілі в СРСР. Був членом ради з національної безпеки США.

## Біографія
Річард Пайпс народився в місті Цешин, Польща в асимільованій єврейській родині. Його батько працював дипломатом у польській дипломатичній службі. В жовтні 1939 року Пайпс з родиною мусив тікати з окупованої нацистами Польщі і після короткого перебування у фашистській Італії емігрував в липні 1940 р. до США. Здобув освіту в Маскінгамському коледжі у штаті Огайо. У 1943 р. прийняв американське громадянство і поступив на службу до ВПС США. Закінчив програму підготовки перекладачів з російської мови для потреб армії у Корнельському університеті і таким чином почав цікавитися історією і культурою Росії і СРСР. На формування світогляду Пайпса, як історика певний вплив справили праці відомого французького історика Франсуа Гізо.
Після демобілізації з армії у 1946 р. поступив до аспірантури при Гарвардському університеті, де продовжив вивчати російську історію. Зокрема, цікавився національним питанням, захистив на цю тему дисертацію і пізніше написав книгу: «Створення Радянського Союзу: Комунізм і націоналізм, 1917—1923». Після захисту докторської дисертації у 1950 р. залишився у Гарвардському університеті, де викладав протягом наступних 50 років до 1996 р. Був обраний почесним професором університету. Водночас був консультантом в Інституті з дослідів Росії при Стенфордському університеті у 1973—1978 рр.
Протягом 1970-х років Пайпс був також консультантом сенатора Генрі М. Джексона. У 1981—1982 рр. був членом Ради національної безпеки США, очолював центр Східної Європи і Радянського Союзу при президенті Рональді Рейгані. Був членом т. зв. «Команди Б» при президентові США, Джорджі Буші, яка складалася з цивільних експертів, завданням котрого була оцінка небезпеки від СРСР. У 1977–1992 рр. був членом Комітету з безпеки і входив до складу Ради з питань зовнішніх відносин.